# Trentepohlia pallidistigma
Trentepohlia pallidistigma är en tvåvingeart som beskrevs av Alexander 1971. Trentepohlia pallidistigma ingår i släktet Trentepohlia och familjen småharkrankar.
Artens utbredningsområde är Panama. Inga underarter finns listade i Catalogue of Life.